# Opel Ascona B
Der Opel Ascona B ist eine Mittelklasse-Limousine der Adam Opel AG und wurde im September 1975 vorgestellt. Er war der Nachfolger des ab November 1970 gebauten Ascona A und der letzte Ascona auf der GM-H Plattform mit Hinterradantrieb. Er hat die gleiche Technik wie das zur selben Zeit präsentierte Coupé Opel Manta B. Produziert wurde der Ascona B in Rüsselsheim, Bochum und Antwerpen.
Die zwei- oder viertürige Limousine wurde in Bochum und Antwerpen hergestellt, eine Kombiversion („Caravan“) wie beim Ascona A gab es nicht. In Großbritannien wurde der Typ als Rechtslenker mit einer dem Manta B gleichenden Frontpartie unter dem Namen Vauxhall Cavalier Mk. 1 angeboten. In Südafrika war das Modell als Chevrolet Ascona bzw. Chevrolet Chevair auf dem Markt.

## Modellgeschichte

### Allgemeines
Der auf der IAA 1975 präsentierte Nachfolger des Ascona A unterschied sich vom Vorgänger durch glattere und sachlichere Formensprache. Die Markteinführung erfolgte im August 1975, die offizielle Vorstellung jedoch erst im Herbst auf dem Frankfurter Autosalon. Diesen Ascona gab es nur als zwei- und viertürige Limousine, wobei auf eine Kombivariante (wie sie noch beim Vorgängermodell erhältlich war) verzichtet wurde.
Anfangs gab es den Ascona mit den aus dem Vorgänger bekannten und bewährten Vierzylinder-Reihenmotoren, die jedoch wegen verschärfter Abgasbestimmungen zum Teil etwas weniger leisteten. Die Benziner verfügten über 1,2 bis 2,0 Liter Hubraum mit 44 bis 81 kW (60 bis 110 PS) und der Zweiliter-Diesel kam auf 43 kW (58 PS). Zum Start standen vier Benzinmotoren mit Vergaser zur Verfügung: der 1.2 S (1196 cm³, 44 kW/60 PS), der 1.6 N (1584 cm³, 44 kW/60 PS), der 1.6 S (1584 cm³, 55 kW/75 PS) und der 1.9 S (1897 cm³, 66 kW/90 PS). Zudem gab es mit dem Ascona SR eine sportlich angehauchte Ausstattungslinie im Programm, allerdings nur mit 1,6-, 1,9- oder 2,0-Liter-Motor.
Der Ascona B war sichtbar großzügiger gestaltet als der Ascona A, der ursprünglich als Nachfolger für den Kadett B projektiert worden war und erst im Zuge seiner Entwicklung als neue Mittelklasse-Baureihe auf dem Markt platziert wurde. Der Radstand wurde um 8,8 cm verlängert, die Karosserie wuchs um 20 cm in der Länge und 4 cm in der Breite, während die Höhe nahezu unverändert blieb (nur 0,5 cm niedriger). Das Aussehen des Ascona B entspricht der Opel-Formensprache der 1970er-Jahre mit glatten Karosserie- und großen Glasflächen und ist an den Rekord D und den Kadett C angelehnt. Der moderne, kantigere Stil zeigte sich im trapezförmigen Frontdesign mit größeren Scheinwerfern und einem breiteren Kühlergrill, der bis zu den Lichtern reichte, sowie in der niedrigen Gürtellinie mit vergrößerten Glasflächen, was die Sicht und das Raumgefühl verbesserte.
Die Monocoque-Struktur der Karosserie integrierte eine traditionelle mechanische Konfiguration mit längs eingebautem Frontmotor und Hinterradantrieb. Das Fahrwerk übernahm die bewährten Schemata des Vorgängers: vorn eine Aufhängung mit Querlenkern, hinten ein Starrachssystem mit Panhardstab. Die Bremsanlage war gemischt (Scheiben vorn, Trommeln hinten) mit zwei Hydraulikkreisen und Servounterstützung ausgeführt, während die Lenkung über eine Zahnstangenkonstruktion mit kurzen Spurstangen wirkte. Durch Optimierungen und eine überarbeitete Abstimmung der Fahrwerkstechnik wurde zudem die aktive und passive Sicherheit erhöht. Das Getriebe war serienmäßig ein Viergang-Schaltgetriebe, optional stand ein Dreigang-Automatikgetriebe zur Verfügung.

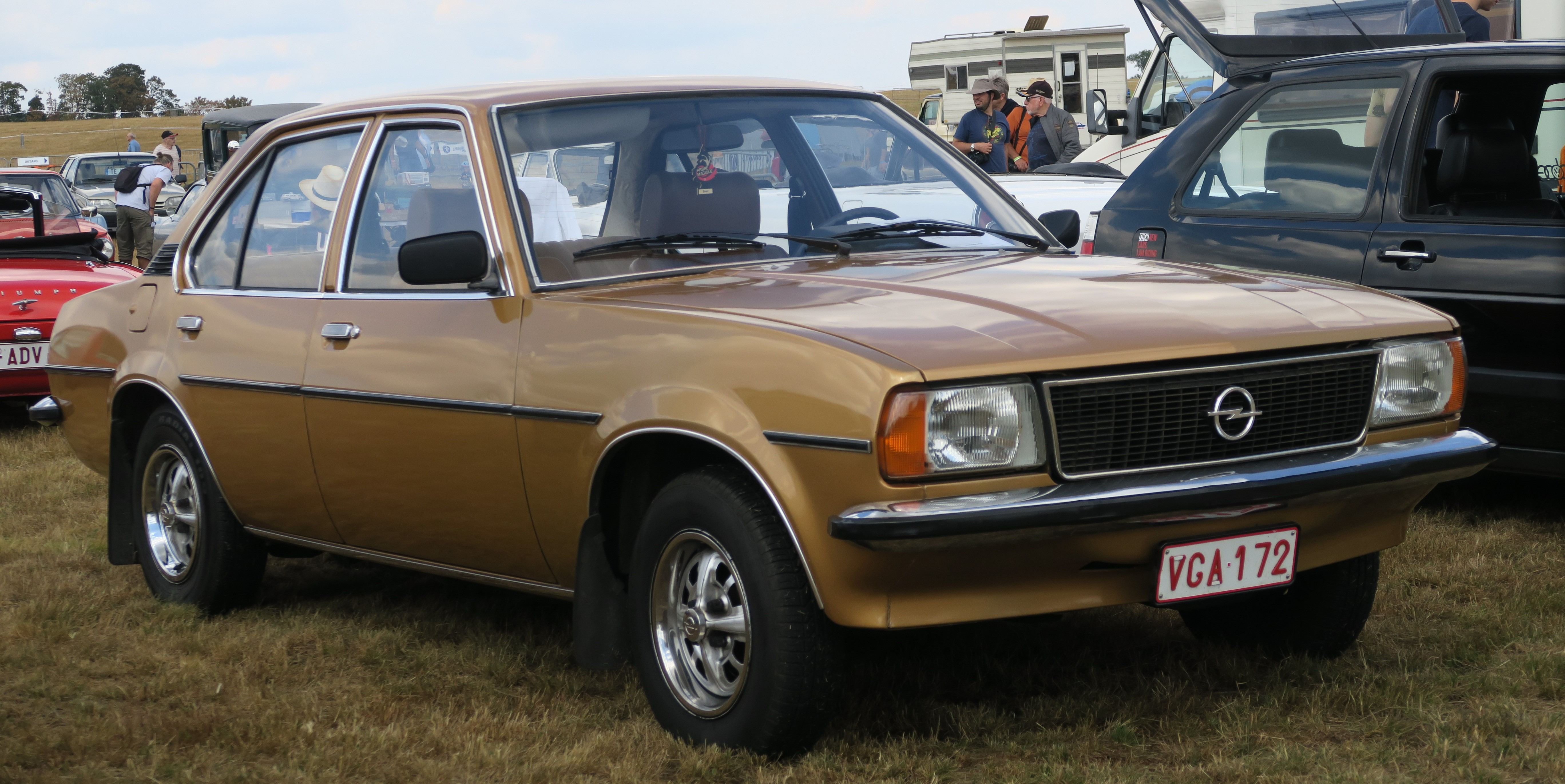
Opel Ascona Viertürer (1975–1979)
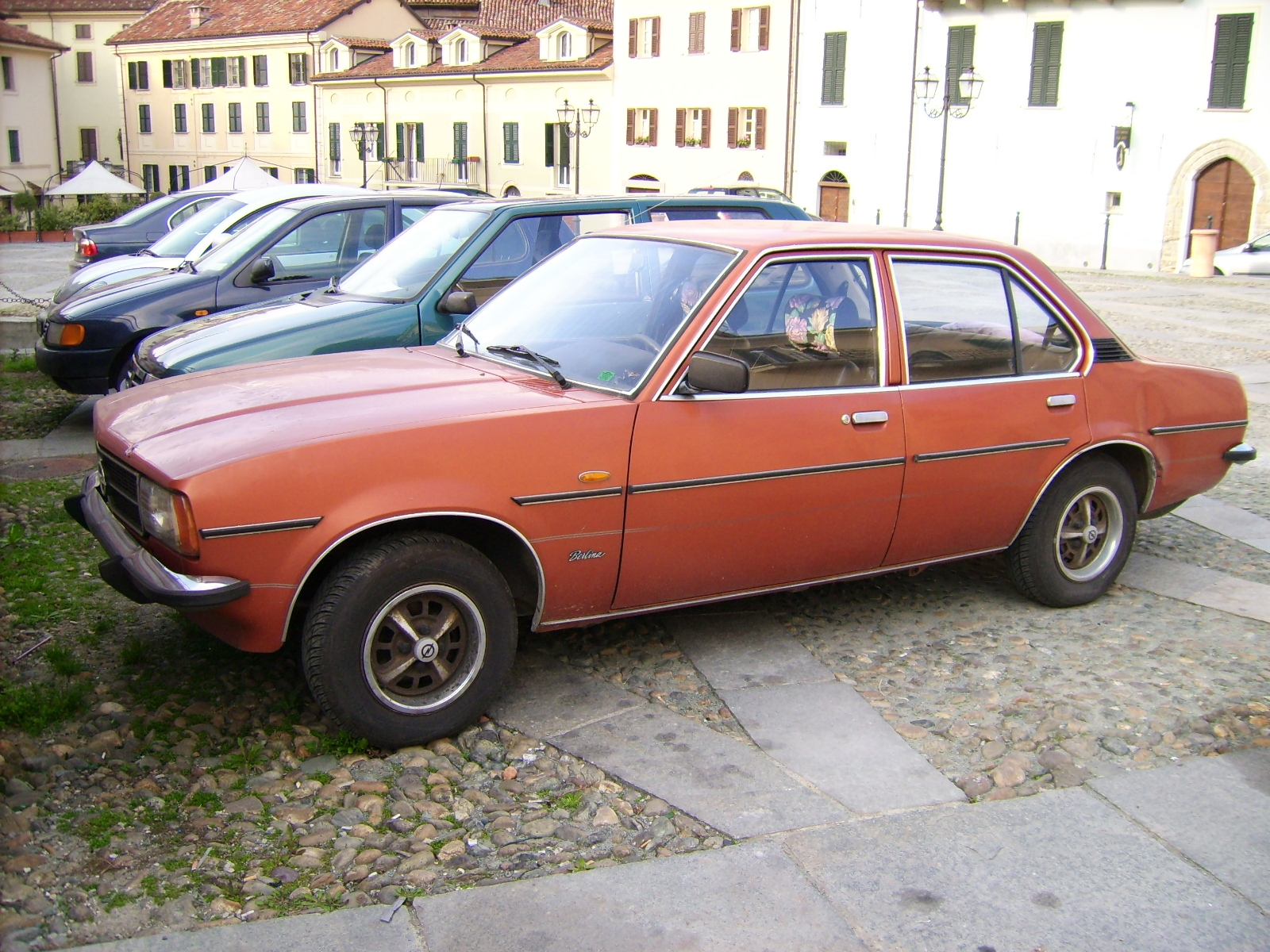
Opel Ascona Berlina (1975–1979)
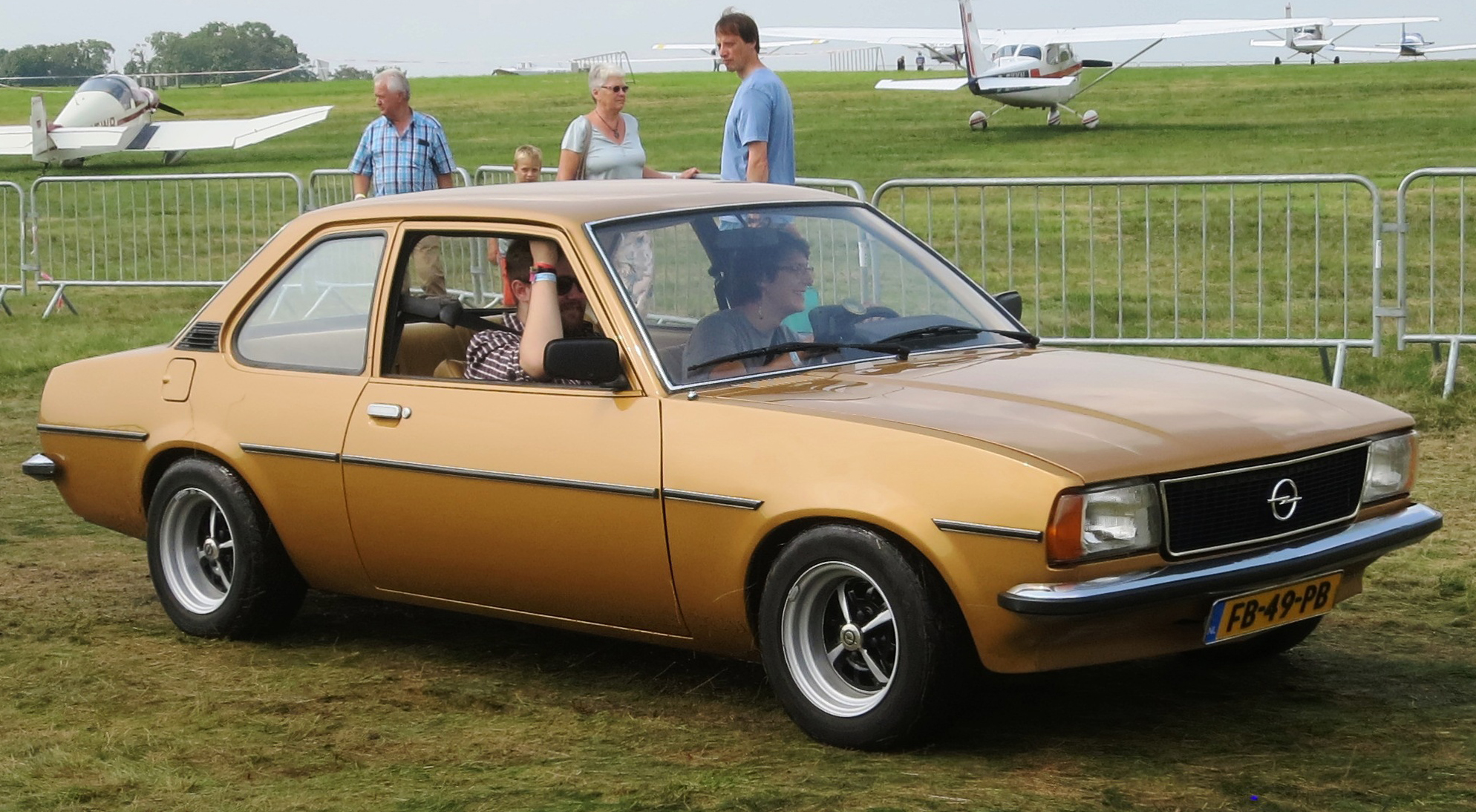
Opel Ascona Zweitürer (1975–1979)
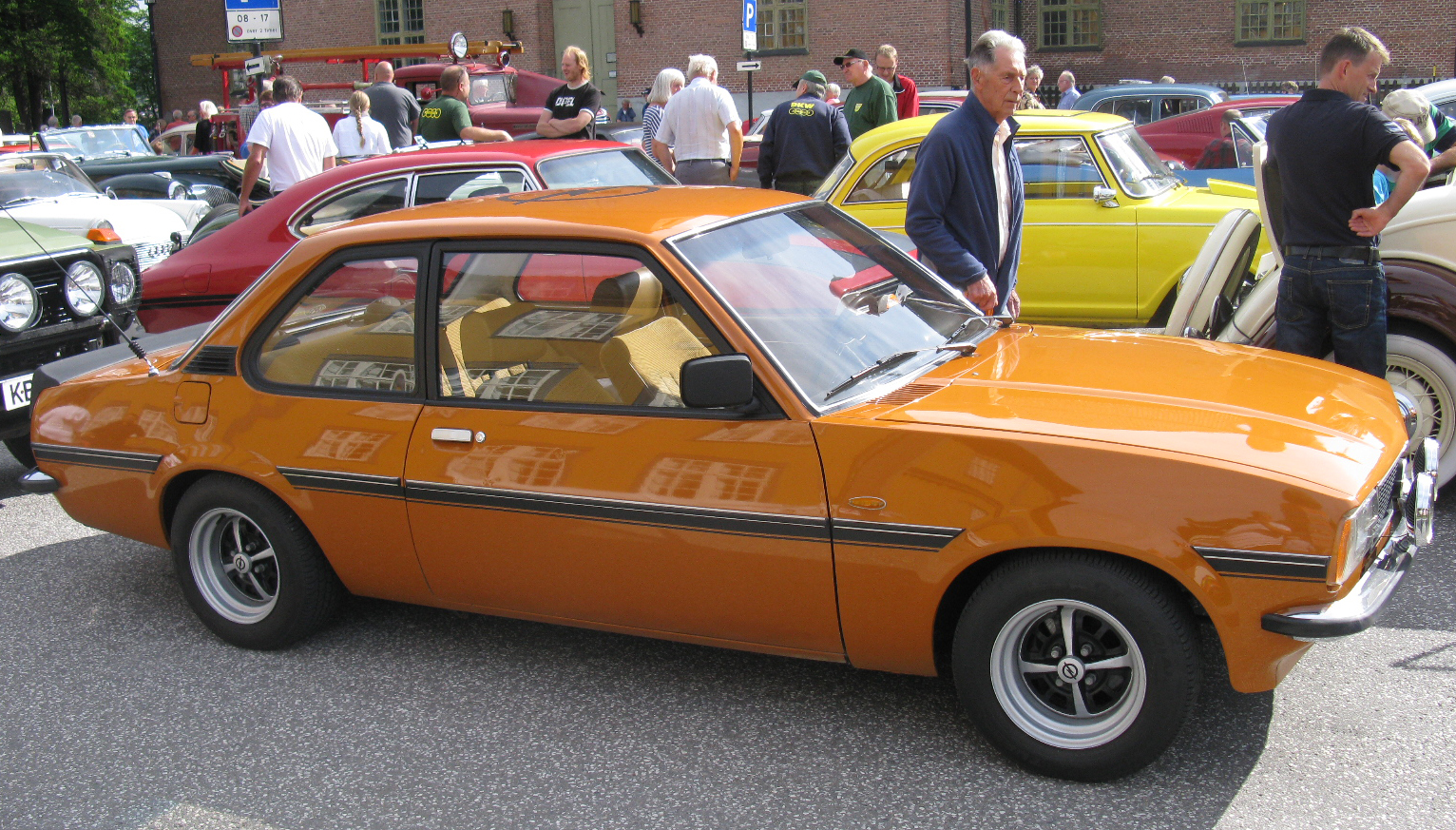
Opel Ascona SR, Zweitürer (1975–1979)
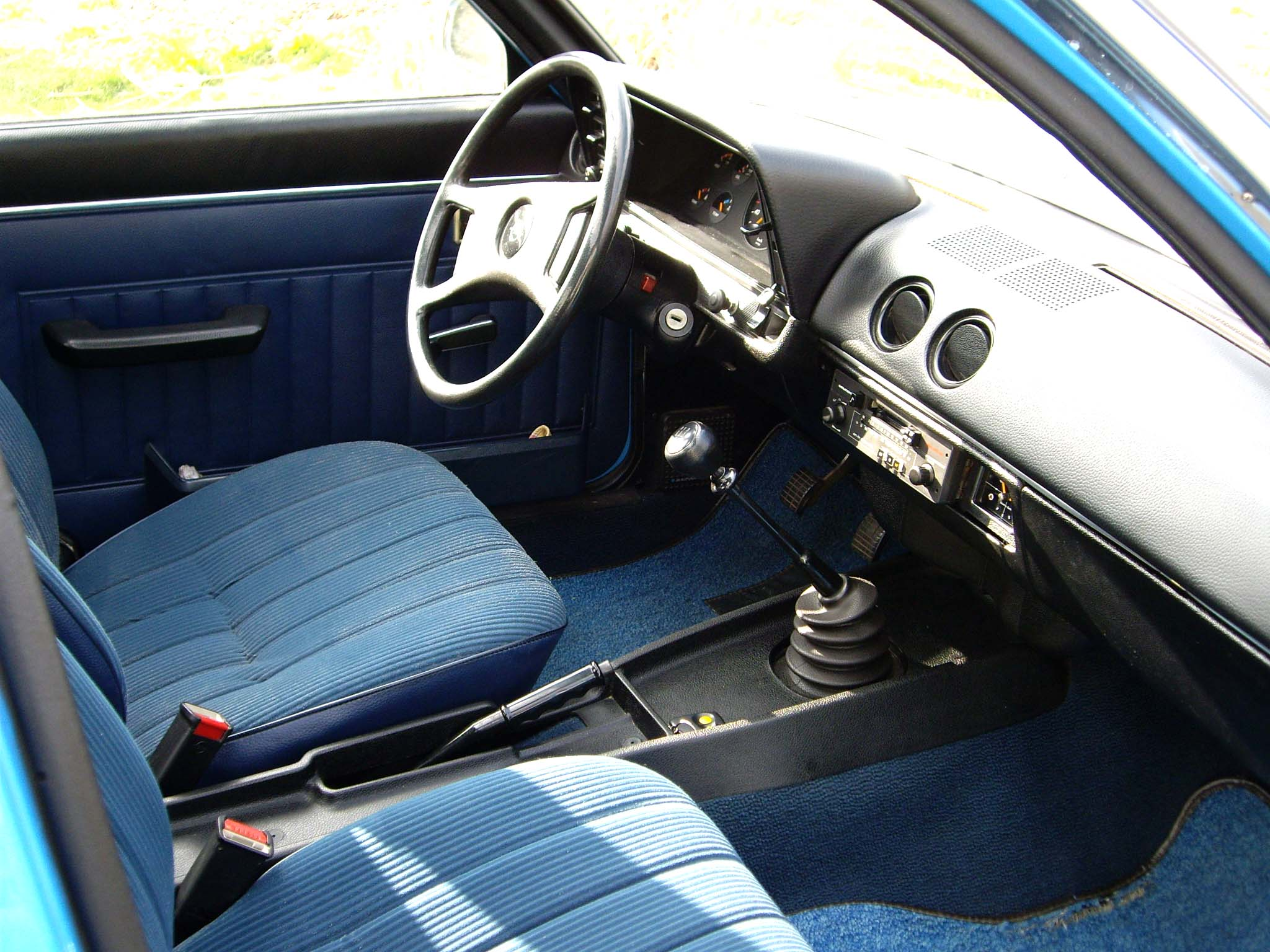
Opel Ascona, Interieur

### Modellpflege
Die Produktion des Ascona B lief in den Werken Bochum und Antwerpen, mit drei Ausstattungsvarianten (Basis, L und SR) und Preisen zwischen 10.400 und 11.630 DM zum Start. Bereits ein Jahr nach dem Debüt, im Juli 1976, wurde der 1.6 S mit 55 kW (75 PS) durch einen neuen 1.9-Motor mit ebenfalls 55 kW (75 PS) ersetzt, während im August 1976 ein neuer Basis-1.2-Motor mit 40 kW (55 PS) eingeführt wurde. Im Oktober 1976 kam die luxuriöse Berlina-Ausstattung als vierte Ausstattungsvariante hinzu. 1977 folgte ein neuer 2.0-Motor mit 74 kW (100 PS) als Topversion, ergänzt im März 1978 durch eine Variante mit 66 kW (90 PS), die den bisherigen 1.9-S-Motor (66 kW/90 PS) ablöste. Im September 1978 debütierte der erste Diesel im Ascona: Ein 2,0-Liter-Saugdiesel mit 43 kW (58 PS) und indirekter Einspritzung, der bereits im italienischen Markt im Rekord D verwendet und nun europaweit angeboten wurde.
Im Februar 1979 wurden die beiden 1.2-Motoren durch neue 1.3-OHV-Motoren mit 44 und 55 kW (60 und 75 PS) ersetzt. Im April 1979 kam die sportliche „i2000“-Version hinzu, deren 2,0-Liter-Motor von Irmscher auf 88 kW (120 PS) getunt wurde, unter anderem durch einen zweiten Vergaser. Im August 1979 wurden leichte Detailänderungen vorgenommen: Der Ascona erhielt einen Kühlergrill mit größeren Lufteinlassschlitzen sowie Stoßfänger mit schwarzer Kunststoffummantelung statt der bisherigen verchromten Stahlversion mit Gummileiste. 
Gleichzeitig wurde der Ascona 400 eingeführt, eine neue sportliche Topversion mit einem 2,4-Liter-DOHC-Motor (106 kW/144 PS), Scheibenbremsen und Fünfganggetriebe. Von dieser limitierten Serie wurden 268 Exemplare gebaut, die als Basis für das Rallye-Fahrzeug (mit bis zu 188 kW/255 PS) dienten, mit dem Walter Röhrl 1982 den Weltmeistertitel gewann. Es war das letzte heckgetriebene Rallye-Weltmeister-Fahrzeug.
Ab Januar 1980 war der bereits im August 1977 bei den Modellen Manta und Rekord E eingeführte 2.0-E-CIH-Motor mit L-Jetronic-Einspritzung von Bosch und 81 kW (110 PS) auch für den Ascona erhältlich. Ende 1980 wurden die Motoren 1.6 N (44 kW/60 PS) und 1.9 N (55 kW/75 PS) gestrichen, da sie gegenüber den gleich starken 1.3-Motoren unattraktiv waren und Lagerbestände abgebaut werden sollten. Im Januar 1981 entfielen auch die Triebwerke 1.9 N und 2.0 N aus dem Angebot.
Opel beendete im August 1981 die Herstellung des Ascona B nach 1,5 Millionen Fahrzeugen. Nachfolger wurde der auf Frontantrieb umgestellte Ascona C.

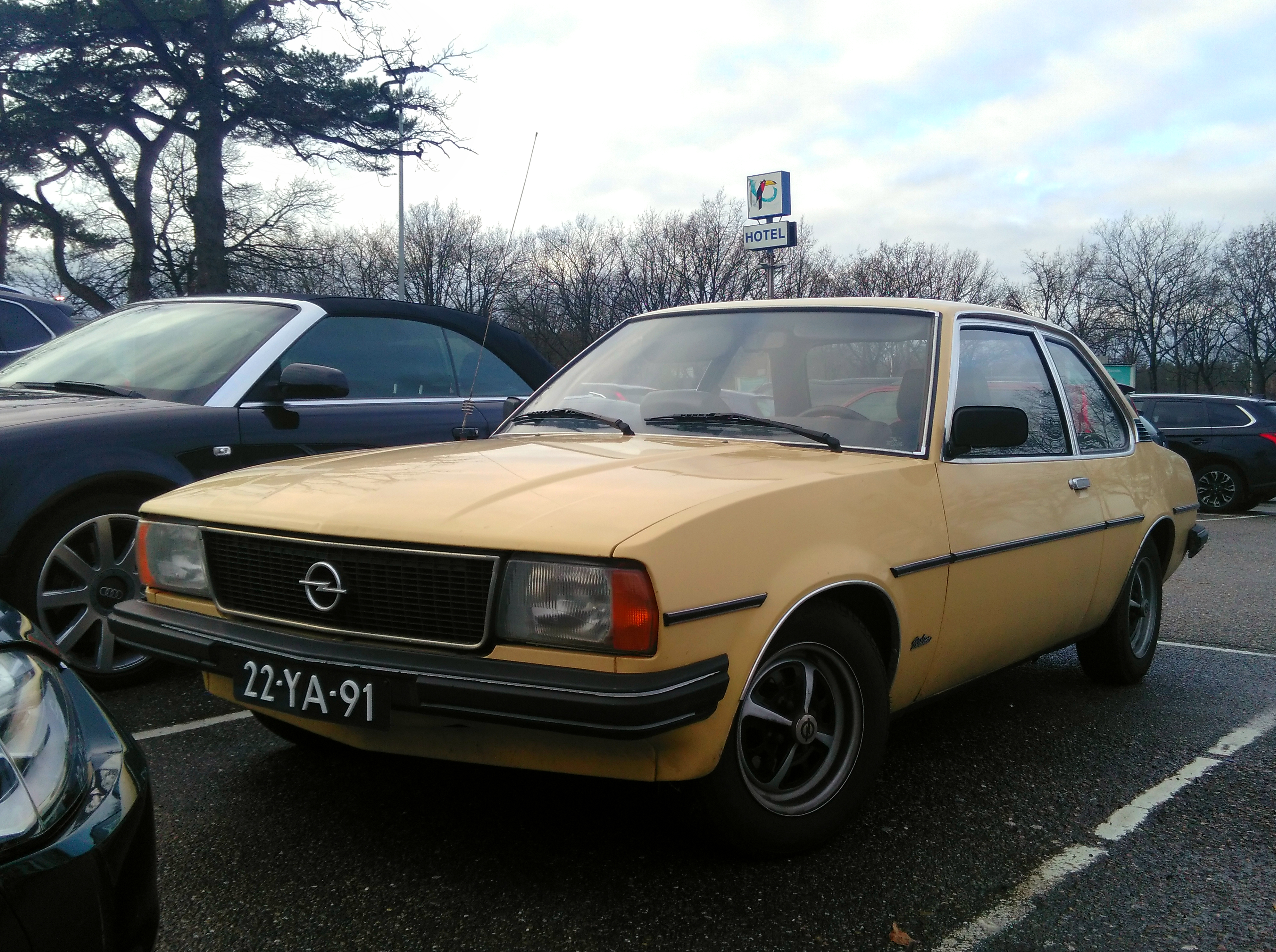
Opel Ascona, Zweitürer (1979–1981)
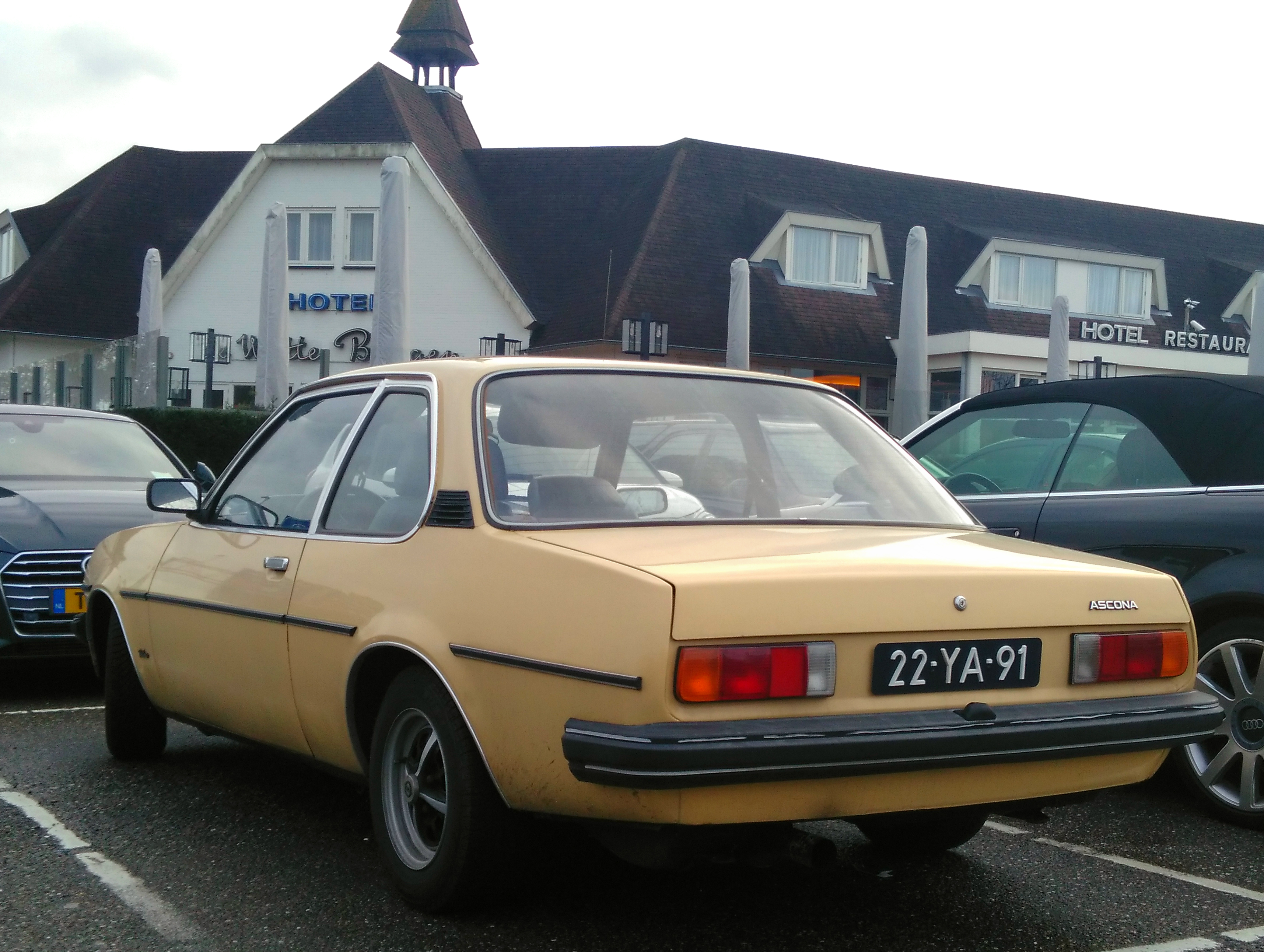
Opel Ascona, Zweitürer (1979–1981)
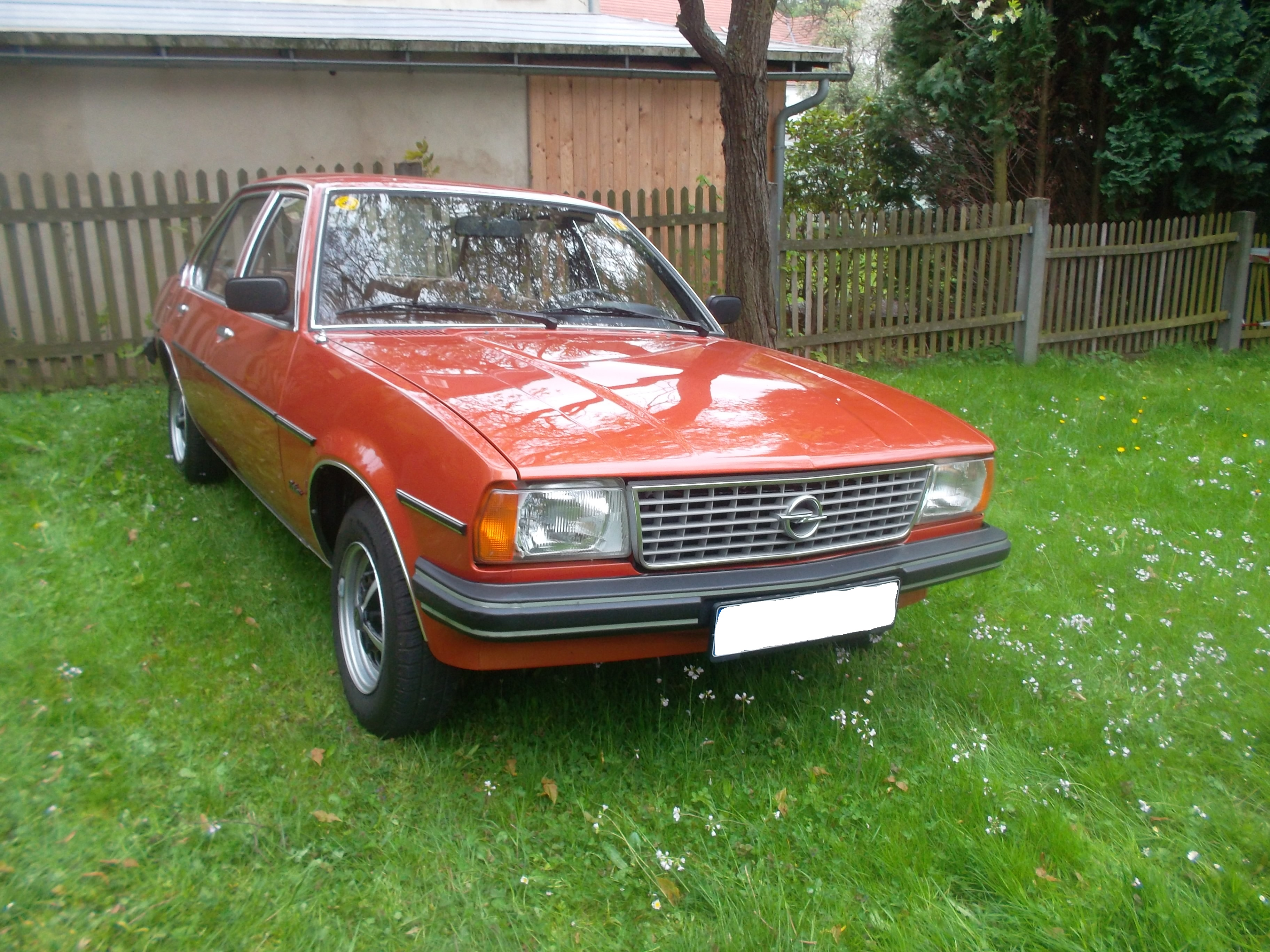
Opel Ascona 1.3, Viertürer (1979–1981)
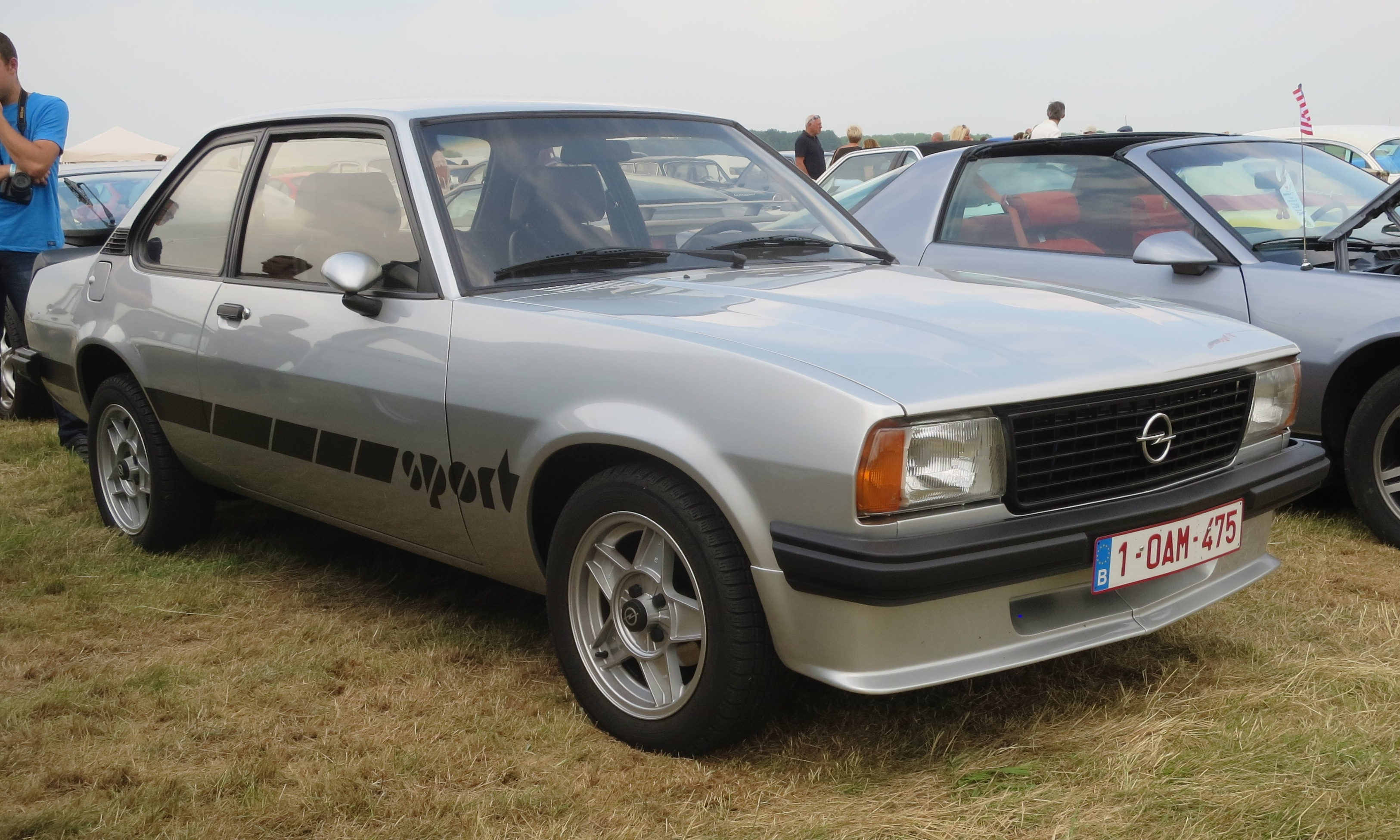
Opel Ascona B Sport, Zweitürer (1979–1981)

## Technik
Der Tank befindet sich aufprallsicher stehend hinter der Rücksitzbank, wodurch auch der Kofferraum größer als bei seinem Vorgänger werden konnte. Der 1,2-Liter-Motor mit seitlicher Nockenwelle basiert auf dem Motor des Mitte 1962 präsentierten Kadett A, während die größeren auf dem CIH-Motor des Mitte 1965 vorgestellten Rekord B beruhen.
Ab August 1976 kam noch der 1,2-Liter-N-Motor mit 40 kW (55 PS) dazu, der den knapp 1000 kg schweren Ascona B nicht gerade spritzig machte, aber wie der gleichzeitig neu angebotene und 55 kW (75 PS) starke 1,9-Liter-N-Motor mit Normalbenzin auskam.
Der 1.6 S fiel im Sommer 1977 aus dem Programm. Ab September 1977 ersetzte der 2,0-Liter-S- mit Hydrostößeln und 74 kW (100 PS) den 1,9-Liter-S-Motor, im März 1978 folgte der 2,0-Liter-N mit 66 kW (90 PS), der auch mit Hydrostößeln ausgerüstet war.
Erstmals gab es für den Ascona ab September 1978 einen neuen 2,0-Liter-Dieselmotor mit 43 kW (58 PS), der auch mit Automatikgetriebe lieferbar war. Er sollte vor allem das Taxigewerbe ansprechen. Ähnlich wie beim Rekord E war beim Diesel ein charakteristischer Buckel auf der Motorhaube erforderlich, da die Maschine etwas höher baute.

Alle Modelle hatten nun serienmäßig eine elektrische Scheibenwaschanlage.
Im Februar 1979 kamen die Modelle 1.3 N mit 44 kW (60 PS) und 1.3 S mit 55 kW (75 PS) hinzu. Diese hatten neu entwickelte Motoren mit Leichtmetall-Querstromzylinderkopf und obenliegender Nockenwelle (OHC). Sie ersetzten den technisch überholten OHV-Motor, der Ende der 1950er Jahre für den Opel Kadett A entwickelt worden war. Die Gemischaufbereitung des 1.3 S übernahm wie beim 2.0 N und 2.0 S ein Fallstrom-Registervergaser GMF Varajet II (Varajet – „Variable Düse“) aus der französischen GM-Fertigung (GMF = General Motors France), beim 1.3 N verrichtete nach wie vor der Solex PDSI aus den OHV- bzw. Normalbenzin-Modellen seinen Dienst.

## Varianten

### Sondermodelle
- Ascona Winterfest (1978; nur als 2.0 S)
- Ascona J (1980; mit allen Motoren)
- Ascona Sport (1980; nur als 1.3 S und 2.0 E)
- Ascona JS (1981; als 1.3 N, 1.3 S und 2.0 E)
- Ascona Exklusiv (1981; als 1.3 N, 1.3 S und 2.0 E)

Quelle Ascona-Info:

### Ascona 400

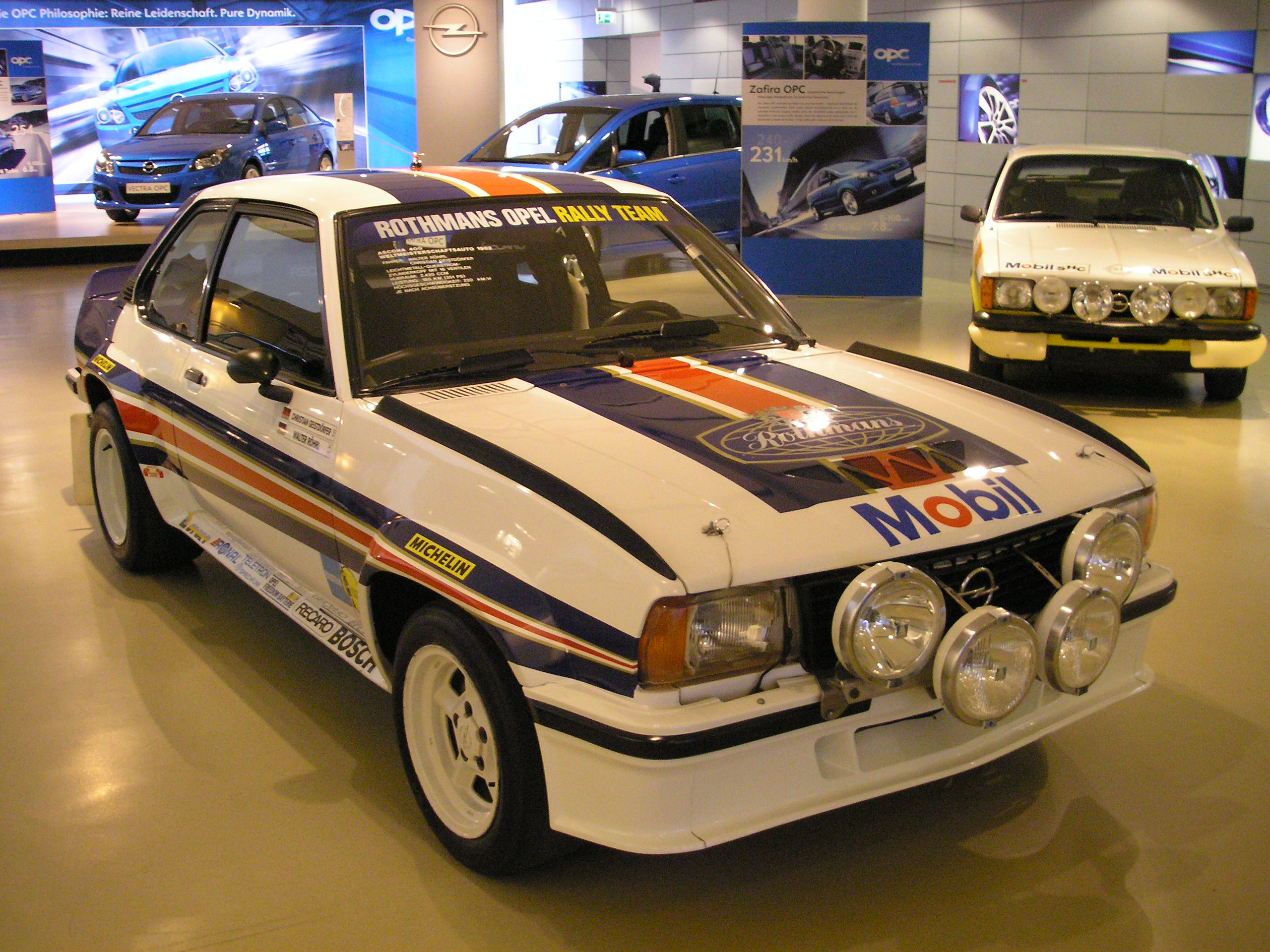
Der Ascona 400 von Walter Röhrl im Opel-Zentrum Berlin, Friedrichstraße

Ab August 1979 gab es anlässlich der Rallye-Erfolge von Opel eine besondere Sportausführung des Ascona. Die zur Homologation notwendige Stückzahl floss in den Namen ein: Ascona 400. Mit diesem Typ gewann Walter Röhrl 1982 die Rallye-Weltmeisterschaft. Der Wagen hatte ein Getrag-Fünfganggetriebe; die hintere Zentralgelenkachse wurde durch die im Rekord E bzw. Commodore C verwendete Starrachse mit vier paarweise gleich langen Längslenkern und Panhardstab ersetzt. Es gab mehrere Tuning-Kits in verschiedenen Leistungsstufen, genannt Phase I bis III. Die Basismotorisierung bildete ein 106 kW (144 PS) starker 2,4-Liter-Vierventiler mit Querstrom-Zylinderkopf. Auch das Fahrwerk wurde beim Ascona 400 überarbeitet.

### Ascona i2000
Ein weiteres sportliches Modell war der ab 1979 in Zusammenarbeit mit der Firma Irmscher Automobilbau gebaute Ascona i2000, der auf Wunsch und gegen Mehrpreis mit einer Doppelvergaseranlage ausgestattet werden konnte. Dadurch stieg die Leistung von 74 kW (100 PS) auf 88 kW (120 PS). Das Modell basierte auf dem 2.0 SR, hatte vorne innenbelüftete Scheibenbremsen und wurde ausschließlich in gelb/weißer Lackierung ausgeliefert.

### Händler- / Tuner- / Cabriomodelle

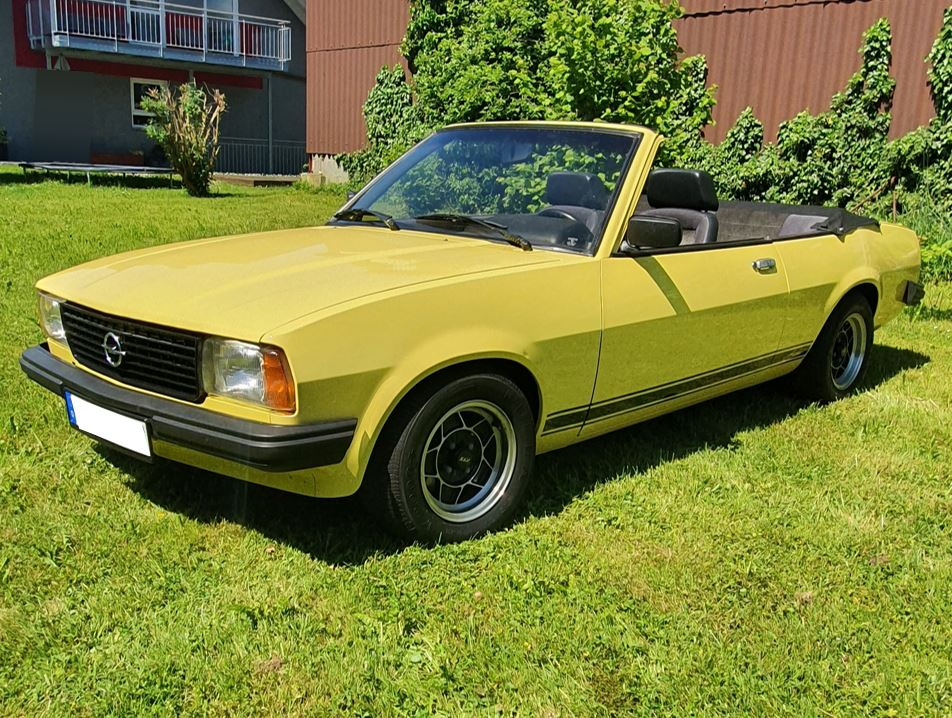
Opel Ascona B Cabriolet (Ostermann Umbau)

Unabhängig von der Adam Opel AG brachten Opelhändler und -tuner vereinzelt eigenständige Modelle heraus, die im regulären Modellprogramm nicht auftauchten und nur über diese Firmen zu kaufen waren. So war z. B. bei Irmscher ein Ascona B als Teil der firmeneigenen Modellreihe „Weiße Flotte“ erhältlich. Hierbei handelt es sich im Wesentlichen um optisch durch Spoiler und Kotflügelverbreiterungen veränderte Fahrzeuge mit einheitlichem, weiß-silbernen Farbschema. Die Firma Gräf in Berlin hatte einen ähnlich gestalteten, jedoch auch technisch überarbeiteten „Ascona ‚Berliner Bär‘“ im Programm. Außerdem konnte durch die Firma Ostermann der Ascona B zum Cabriolet umgebaut werden.

## Großbritannien und Südafrika
Der Ascona B wurde in Großbritannien und anderen Ländern (z. B. Schweden) auch als Vauxhall Cavalier verkauft. Dieses Modell hat eine Frontpartie, die dem  Opel Manta B ähnlich ist und dadurch ein eigenständiges Erscheinungsbild abgibt. Der Cavalier lief im General-Motors-Werk Antwerpen, später im Vauxhall-Werk im englischen Luton vom Band und war ab August 1977 auch mit dem von Vauxhall entwickelten 1256-cm³-Vierzylindermotor verfügbar.
In Südafrika wurde ab November 1976 der optisch dem Cavalier gleichende Chevrolet Chevair mit 56,5 bzw. 63 kW starken (77 bzw. 86 PS) 2,0- und 2,3-Liter-Vierzylindern angeboten. Ab Juli 1978 gab es auch den Chevrolet Ascona, der äußerlich dem deutschen Ascona glich, aber mit einem 1256-cm³-Vierzylinder aus dem Vauxhall Viva mit 40 oder 42 kW (54 oder 57 PS) ausgerüstet war.

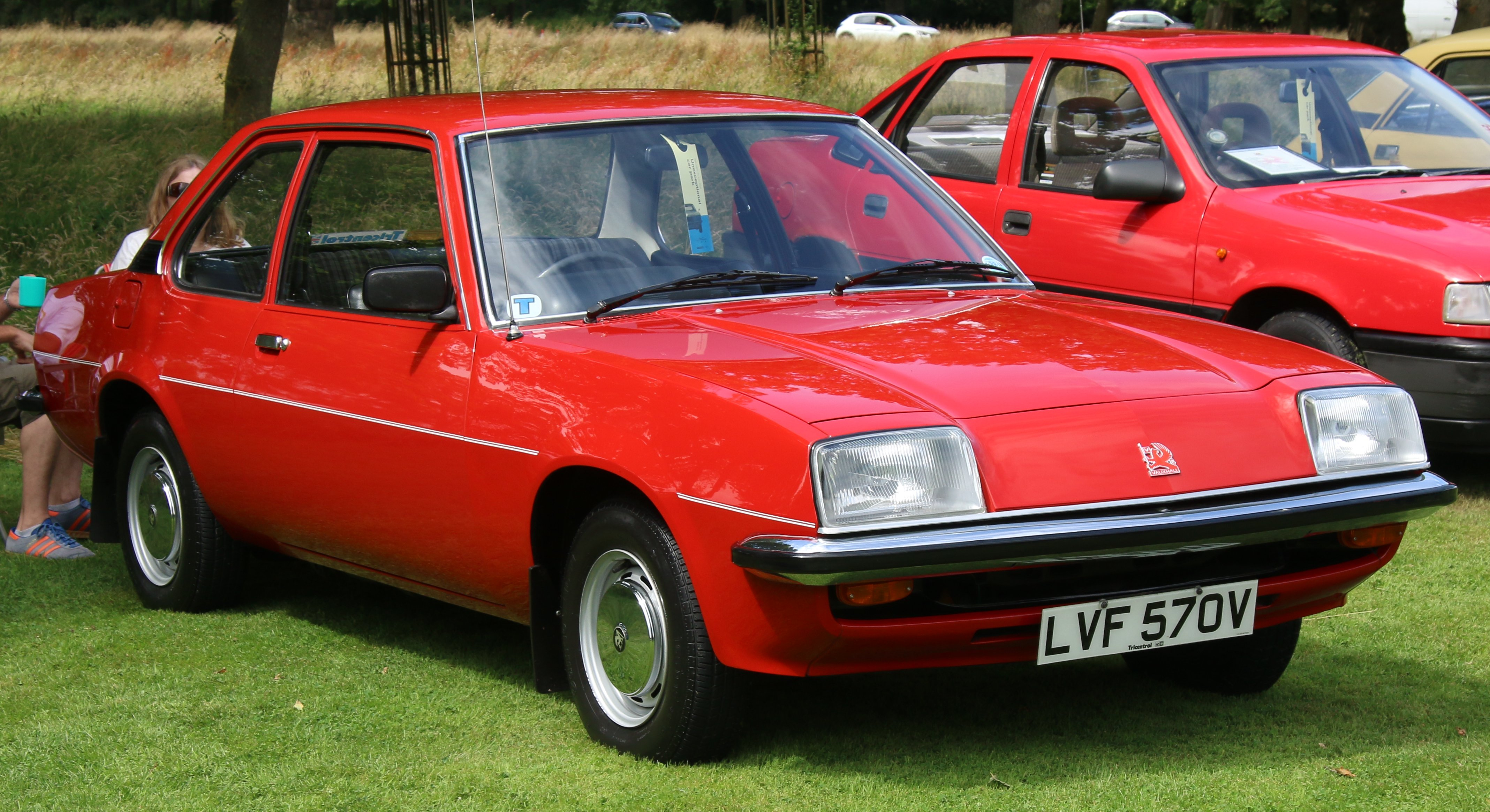
Vauxhall Cavalier 1.6 L
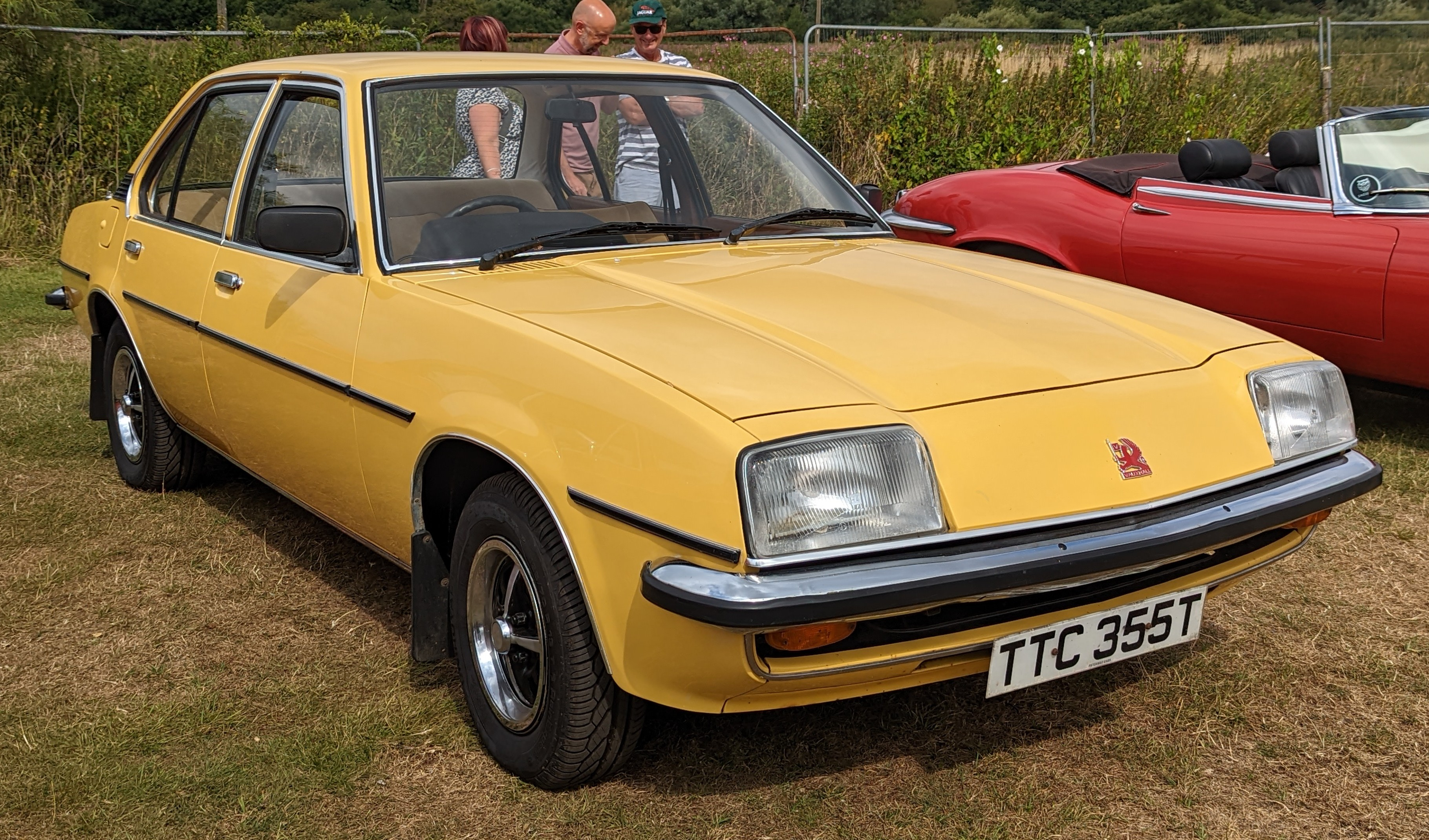
Vauxhall Cavalier (1976)
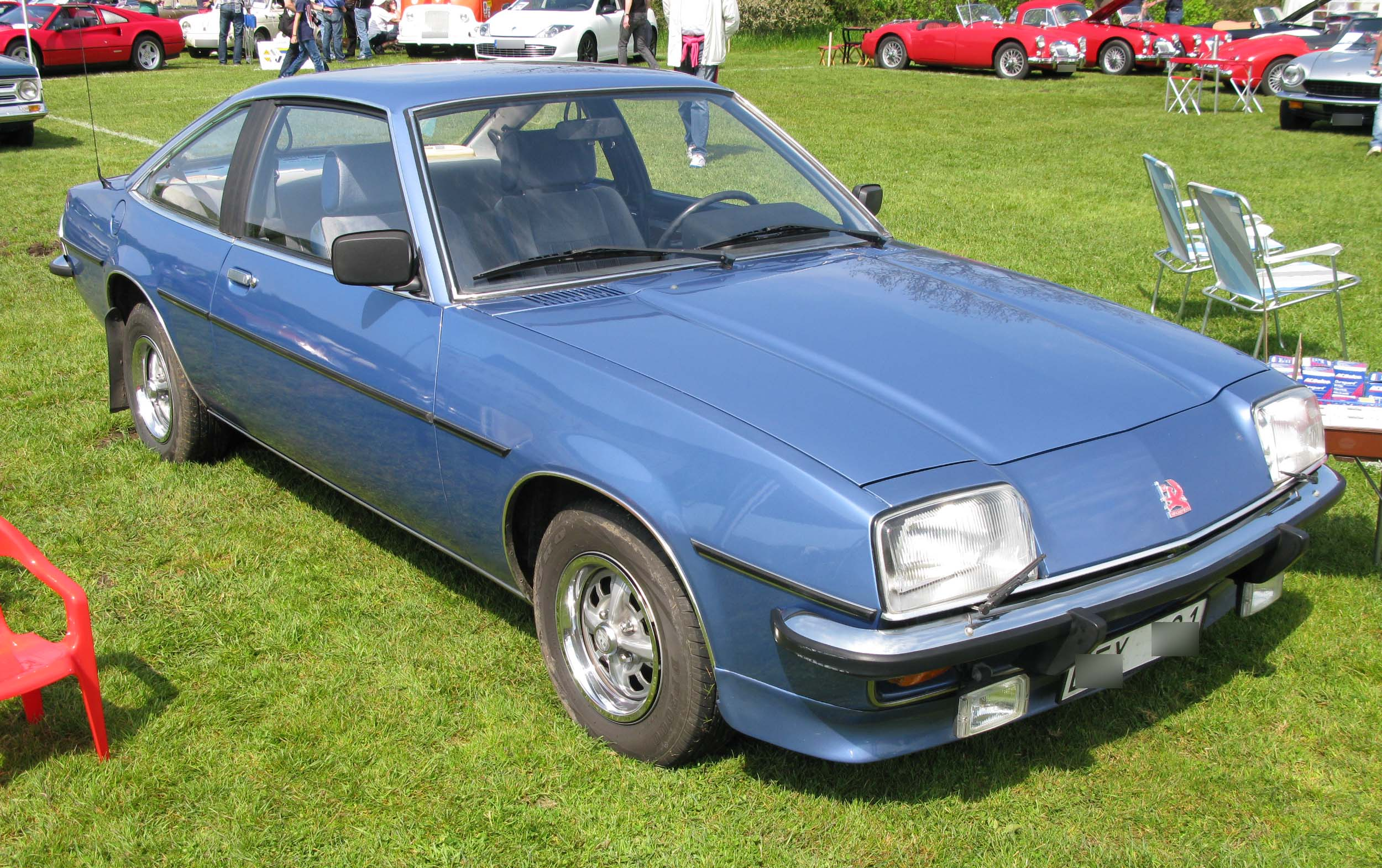
Vauxhall Cavalier Coupé (1979)
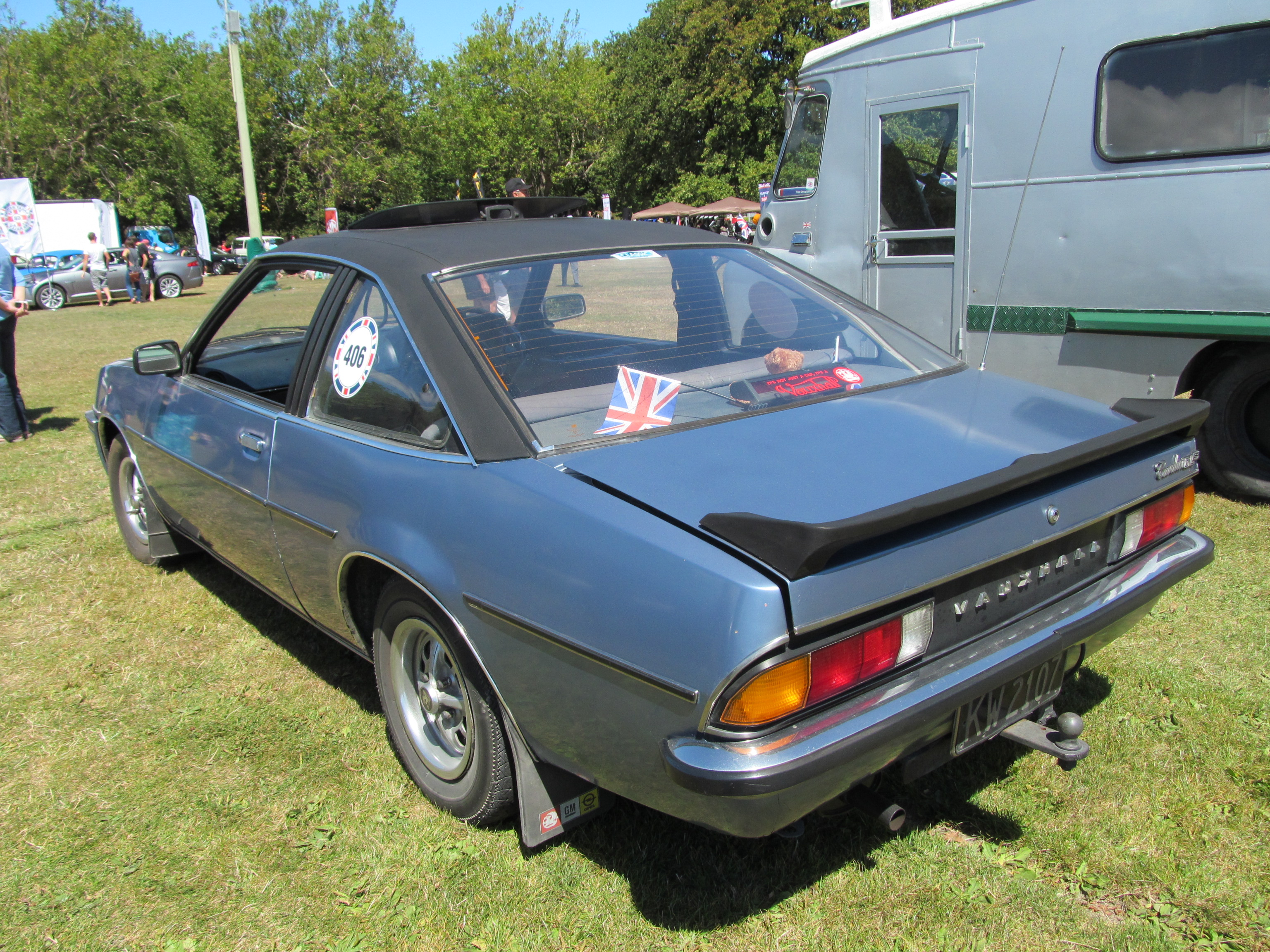
Heckansicht

## Technische Daten
| Opel Ascona B                       | | | | | | | | | | | | |                                                                 |
| Opel Ascona                         | 1.2 N (1976–1979) | 1.2 S (1975–1979) | 1.3 N (1979–1981) | 1.3 S (1981) | 1.6 N (1975–1981) | 1.6 S (1975–1976) | 1.9 N (1976–1980) | 1.9 S (1975–1978) | 2.0 N (1978–1980) | 2.0 S (1977–1981) | 2.0 E (1980–1981) | 2.0 Diesel (1978–1981)                                                                                                 | 400 (1979–1981)                                                 |
| Motor                               | 4-Zylinder-Reihenmotor (Viertakt)                                                                                      | 4-Zylinder-Reihenmotor (Viertakt)                                                                                      | 4-Zylinder-Reihenmotor (Viertakt)                                                                                      | 4-Zylinder-Reihenmotor (Viertakt)                                                                                      | 4-Zylinder-Reihenmotor (Viertakt)                                                                                      | 4-Zylinder-Reihenmotor (Viertakt)                                                                                      | 4-Zylinder-Reihenmotor (Viertakt)                                                                                      | 4-Zylinder-Reihenmotor (Viertakt)                                                                                      | 4-Zylinder-Reihenmotor (Viertakt)                                                                                      | 4-Zylinder-Reihenmotor (Viertakt)                                                                                      | 4-Zylinder-Reihenmotor (Viertakt)                                                                                      | 4-Zylinder-Reihenmotor (Viertakt)                                                                                      | 4-Zylinder-Reihenmotor (Viertakt)                               |
| Hubraum                             | 1196 cm³ | 1196 cm³ | 1297 cm³ | 1297 cm³ | 1584 cm³ | 1584 cm³ | 1897 cm³ | 1897 cm³ | 1979 cm³ | 1979 cm³ | 1979 cm³ | 1988 cm³ | 2410 cm³                                                        |
| Bohrung × Hub                       | 79 mm × 61 mm | 79 mm × 61 mm | 75 mm × 73,4 mm | 75 mm × 73,4 mm | 85 mm × 69,8 mm | 85 mm × 69,8 mm | 93 mm × 69,8 mm | 93 mm × 69,8 mm | 95 mm × 69,8 mm | 95 mm × 69,8 mm | 95 mm × 69,8 mm | 86,5 mm × 85 mm | 95 mm × 85 mm                                                   |
| Leistung bei 1/min                  | 40 kW (55 PS) bei 5400                                                                                                 | 44 kW (60 PS) bei 5400                                                                                                 | 44 kW (60 PS) bei 5800                                                                                                 | 55 kW (75 PS) bei 5800                                                                                                 | 44 kW (60 PS) bei 5000                                                                                                 | 55 kW (75 PS) bei 5800                                                                                                 | 55 kW (75 PS) bei 4800                                                                                                 | 66 kW (90 PS) bei 4800                                                                                                 | 66 kW (90 PS) bei 5200                                                                                                 | 74 kW (100 PS) bei 5400                                                                                                | 81 kW (110 PS) bei 5400                                                                                                | 43 kW (58 PS) bei 4200                                                                                                 | 106 kW (144 PS) bei 5200                                        |
| Max. Drehmoment bei 1/min           | 83 Nm bei 3400 | 88 Nm bei 3400 | 94 Nm bei 3800 | 96 Nm bei 4200 | 103 Nm bei 3400 | 115 Nm bei 3800 | 132 Nm bei 3400 | 147 Nm bei 3800 | 142 Nm bei 3800 | 151 Nm bei 3800 | 159 Nm bei 3400 | 115 Nm bei 2400 | 210 Nm bei 3800                                                 |
| Verdichtung                         | 7,8:1 | 9,0:1 | 8,2:1 | 9,2:1 | 8,0:1 | 8,8:1 | 7,9:1 | 8,8:1 | 8,0:1 | 9,0:1 | 9,4:1 | 22,0:1 | 9,7:1                                                           |
| Gemischaufbereitung                 | 1 Fallstromvergaser Solex 35 PDSI                                                                                      | 1 Fallstromvergaser Solex 35 PDSI                                                                                      | 1 Fallstromvergaser Solex 35 PDSI                                                                                      | 1 Register-Fallstromvergaser Varajet II                                                                                | 1 Fallstromvergaser Solex 35 PDSI                                                                                      | 1 Register-Fallstromvergaser Solex 32/32 DIDTA                                                                         | 1 Fallstromvergaser Solex 35 PDSI                                                                                      | 1 Register-Fallstromvergaser Zenith 35/40 INAT                                                                         | 1 Register-Fallstromvergaser Varajet II                                                                                | 1 Register-Fallstromvergaser Varajet II                                                                                | Elektronische Einspritzung (L-, später LE-Jetronic)                                                                    | Bosch-Diesel-Einspritzpumpe                                                                                            | Elektronische Einspritzung                                      |
| Ventilsteuerung                     | Hängende Ventile, Stoßstangen und Kipphebel (seitliche Nockenwelle, Rollenkette)                                       | Hängende Ventile, Stoßstangen und Kipphebel (seitliche Nockenwelle, Rollenkette)                                       | Hängende Ventile, Schlepphebel (obenliegende Nockenwelle, Zahnriemen)                                                  | Hängende Ventile, Schlepphebel (obenliegende Nockenwelle, Zahnriemen)                                                  | Hängende Ventile, Stößel, Kipphebel (obenliegende Nockenwelle, Duplexkette)                                            | Hängende Ventile, Stößel, Kipphebel (obenliegende Nockenwelle, Duplexkette)                                            | Hängende Ventile, Stößel, Kipphebel (obenliegende Nockenwelle, Duplexkette)                                            | Hängende Ventile, Stößel, Kipphebel (obenliegende Nockenwelle, Duplexkette)                                            | Hängende Ventile, Hydrostößel, Kipphebel (obenliegende Nockenwelle, Duplexkette)                                       | Hängende Ventile, Hydrostößel, Kipphebel (obenliegende Nockenwelle, Duplexkette)                                       | Hängende Ventile, Hydrostößel, Kipphebel (obenliegende Nockenwelle, Duplexkette)                                       | Hängende Ventile, Hydrostößel, Kipphebel (obenliegende Nockenwelle, Duplexkette)                                       | DOHC 16V                                                        |
| Kühlung                             | Wasserkühlung | Wasserkühlung | Wasserkühlung | Wasserkühlung | Wasserkühlung | Wasserkühlung | Wasserkühlung | Wasserkühlung | Wasserkühlung | Wasserkühlung | Wasserkühlung | Wasserkühlung | Wasserkühlung                                                   |
| Getriebe                            | Vollsynchronisiertes 4-Gang-Getriebe, Knüppelschaltung, auf Wunsch Opel-Dreistufenautomatik                            | Vollsynchronisiertes 4-Gang-Getriebe, Knüppelschaltung, auf Wunsch Opel-Dreistufenautomatik                            | Vollsynchronisiertes 4-Gang-Getriebe, Knüppelschaltung, auf Wunsch Opel-Dreistufenautomatik                            | Vollsynchronisiertes 4-Gang-Getriebe, Knüppelschaltung, auf Wunsch Opel-Dreistufenautomatik                            | Vollsynchronisiertes 4-Gang-Getriebe, Knüppelschaltung, auf Wunsch Opel-Dreistufenautomatik                            | Vollsynchronisiertes 4-Gang-Getriebe, Knüppelschaltung, auf Wunsch Opel-Dreistufenautomatik                            | Vollsynchronisiertes 4-Gang-Getriebe, Knüppelschaltung, auf Wunsch Opel-Dreistufenautomatik                            | Vollsynchronisiertes 4-Gang-Getriebe, Knüppelschaltung, auf Wunsch Opel-Dreistufenautomatik                            | Vollsynchronisiertes 4-Gang-Getriebe, Knüppelschaltung, auf Wunsch Opel-Dreistufenautomatik                            | Vollsynchronisiertes 4-Gang-Getriebe, Knüppelschaltung, auf Wunsch Opel-Dreistufenautomatik                            | Vollsynchronisiertes 4-Gang-Getriebe, Knüppelschaltung, auf Wunsch Opel-Dreistufenautomatik                            | Vollsynchronisiertes 4-Gang-Getriebe, Knüppelschaltung, auf Wunsch Opel-Dreistufenautomatik                            | Vollsynchronisiertes 5-Gang-Getriebe (Getrag), Knüppelschaltung |
| Radaufhängung vorn                  | Einzelradaufhängung an Doppelquerlenkern, Schraubenfedern                                                              | Einzelradaufhängung an Doppelquerlenkern, Schraubenfedern                                                              | Einzelradaufhängung an Doppelquerlenkern, Schraubenfedern                                                              | Einzelradaufhängung an Doppelquerlenkern, Schraubenfedern                                                              | Einzelradaufhängung an Doppelquerlenkern, Schraubenfedern                                                              | Einzelradaufhängung an Doppelquerlenkern, Schraubenfedern                                                              | Einzelradaufhängung an Doppelquerlenkern, Schraubenfedern                                                              | Einzelradaufhängung an Doppelquerlenkern, Schraubenfedern                                                              | Einzelradaufhängung an Doppelquerlenkern, Schraubenfedern                                                              | Einzelradaufhängung an Doppelquerlenkern, Schraubenfedern                                                              | Einzelradaufhängung an Doppelquerlenkern, Schraubenfedern                                                              | Einzelradaufhängung an Doppelquerlenkern, Schraubenfedern                                                              | Einzelradaufhängung an Doppelquerlenkern, Schraubenfedern       |
| Radaufhängung hinten                | Zentralgelenkachse (Starrachse mit Deichsel) an zwei Längslenkern, Panhardstab, Schraubenfedern                        | Zentralgelenkachse (Starrachse mit Deichsel) an zwei Längslenkern, Panhardstab, Schraubenfedern                        | Zentralgelenkachse (Starrachse mit Deichsel) an zwei Längslenkern, Panhardstab, Schraubenfedern                        | Zentralgelenkachse (Starrachse mit Deichsel) an zwei Längslenkern, Panhardstab, Schraubenfedern                        | Zentralgelenkachse (Starrachse mit Deichsel) an zwei Längslenkern, Panhardstab, Schraubenfedern                        | Zentralgelenkachse (Starrachse mit Deichsel) an zwei Längslenkern, Panhardstab, Schraubenfedern                        | Zentralgelenkachse (Starrachse mit Deichsel) an zwei Längslenkern, Panhardstab, Schraubenfedern                        | Zentralgelenkachse (Starrachse mit Deichsel) an zwei Längslenkern, Panhardstab, Schraubenfedern                        | Zentralgelenkachse (Starrachse mit Deichsel) an zwei Längslenkern, Panhardstab, Schraubenfedern                        | Zentralgelenkachse (Starrachse mit Deichsel) an zwei Längslenkern, Panhardstab, Schraubenfedern                        | Zentralgelenkachse (Starrachse mit Deichsel) an zwei Längslenkern, Panhardstab, Schraubenfedern                        | Zentralgelenkachse (Starrachse mit Deichsel) an zwei Längslenkern, Panhardstab, Schraubenfedern                        | Starrachse mit vier Längslenkern, Panhardstab                   |
| Bremsen                             | Hydraulische Zweikreis-Bremsanlage mit Bremskraftverstärker, Scheibenbremsen 238 mm massiv vorn, Trommelbremsen hinten | Hydraulische Zweikreis-Bremsanlage mit Bremskraftverstärker, Scheibenbremsen 238 mm massiv vorn, Trommelbremsen hinten | Hydraulische Zweikreis-Bremsanlage mit Bremskraftverstärker, Scheibenbremsen 238 mm massiv vorn, Trommelbremsen hinten | Hydraulische Zweikreis-Bremsanlage mit Bremskraftverstärker, Scheibenbremsen 238 mm massiv vorn, Trommelbremsen hinten | Hydraulische Zweikreis-Bremsanlage mit Bremskraftverstärker, Scheibenbremsen 238 mm massiv vorn, Trommelbremsen hinten | Hydraulische Zweikreis-Bremsanlage mit Bremskraftverstärker, Scheibenbremsen 238 mm massiv vorn, Trommelbremsen hinten | Hydraulische Zweikreis-Bremsanlage mit Bremskraftverstärker, Scheibenbremsen 238 mm massiv vorn, Trommelbremsen hinten | Hydraulische Zweikreis-Bremsanlage mit Bremskraftverstärker, Scheibenbremsen 238 mm massiv vorn, Trommelbremsen hinten | Hydraulische Zweikreis-Bremsanlage mit Bremskraftverstärker, Scheibenbremsen 238 mm massiv vorn, Trommelbremsen hinten | Hydraulische Zweikreis-Bremsanlage mit Bremskraftverstärker, Scheibenbremsen 238 mm massiv vorn, Trommelbremsen hinten | Hydraulische Zweikreis-Bremsanlage mit Bremskraftverstärker, Scheibenbremsen 238 mm massiv vorn, Trommelbremsen hinten | Hydraulische Zweikreis-Bremsanlage mit Bremskraftverstärker, Scheibenbremsen 238 mm massiv vorn, Trommelbremsen hinten |                                                                 |
| Karosserie                          | Stahlblech, selbsttragend                                                                                              | Stahlblech, selbsttragend                                                                                              | Stahlblech, selbsttragend                                                                                              | Stahlblech, selbsttragend                                                                                              | Stahlblech, selbsttragend                                                                                              | Stahlblech, selbsttragend                                                                                              | Stahlblech, selbsttragend                                                                                              | Stahlblech, selbsttragend                                                                                              | Stahlblech, selbsttragend                                                                                              | Stahlblech, selbsttragend                                                                                              | Stahlblech, selbsttragend                                                                                              | Stahlblech, selbsttragend                                                                                              | Stahlblech, selbsttragend                                       |
| Spurweite vorn/hinten               | 1370/1375 mm | 1370/1375 mm | 1370/1375 mm | 1370/1375 mm | 1370/1375 mm | 1370/1375 mm | 1370/1375 mm | 1370/1375 mm | 1380/1375 mm | 1380/1375 mm | 1380/1375 mm | 1380/1375 mm |                                                                 |
| Radstand                            | 2518 mm | 2518 mm | 2518 mm | 2518 mm | 2518 mm | 2518 mm | 2518 mm | 2518 mm | 2518 mm | 2518 mm | 2518 mm | 2518 mm | 2518 mm                                                         |
| Länge                               | 4321 mm | 4321 mm | 4321 mm | 4321 mm | 4321 mm | 4321 mm | 4321 mm | 4321 mm | 4321 mm | 4321 mm | 4321 mm | 4321 mm | 4321 mm                                                         |
| Breite                              | 1670 mm | 1670 mm | 1670 mm | 1670 mm | 1670 mm | 1670 mm | 1670 mm | 1670 mm | 1670 mm | 1670 mm | 1670 mm | 1670 mm | 1670 mm                                                         |
| Höhe                                | 1380 mm | 1380 mm | 1380 mm | 1380 mm | 1380 mm | 1380 mm | 1380 mm | 1380 mm | 1380 mm | 1380 mm | 1380 mm | 1380 mm | 1380 mm                                                         |
| Leergewicht                         | 900–940 kg | 900–940 kg | 930–1000 kg | 930–1000 kg | 960–1000 kg | 980–1020 kg | 1000–1070 kg | 1000–1070 kg | 1000–1070 kg | 1000–1070 kg | 1000–1070 kg | 1060–1080 kg |                                                                 |
| Höchstgeschwindigkeit               | 138 km/h | 140 km/h | 144 km/h | 155 km/h | 145 km/h | 155 km/h | 155 km/h | 165 km/h | 167 km/h | 175 km/h | 182 km/h | 137 km/h | 197 km/h                                                        |
| 0–100 km/h                          | 20,5 s | 18,5 s | 19,0 s | 17,0 s | 17,0 s | 14,0 s | 15 s | 12 s | 12 s | 11,5 s | 10,5 s | 22 s | 7,7 s                                                           |
| Verbrauch (Liter/100 Kilometer) (1) | 9,0 N | 9,0 S | 10,0 N | 10,0 S | 11,0 N | 11,5 S | 12,0 N | 11,0 S | 11,0 N | 11,5 S | 11,5 S | 9,0 D | –                                                               |
| Quelle:                             | | | | | | | | | | | | |                                                                 |